# Вулиця Бучми (Харків)
Вулиця Бучми — вулиця у Салтівському районі Харкова на Салтівському житловому масиві.
Пролягає від вулиці Академіка Павлова до Світлої вулиці.
Вулицю перетинають вулиця Гвардійців-Широнінців та проспект Тракторобудівників.

## Історія
Виникла у 70-ті роки ХХ століття під назвою Бульварна під час будівництва 524-го, 531-го та 533-го мікрорайонів Салтівського житлового масиву м. Харкова. З північного боку від вул. Академіка Павлова до просп. Тракторобудівників обмежена Кітлярчиними яром, тому житлова забудова на вулиці проводилась лише по парних номерах.
У 1980-ті рр. вулиця отримала назву Командарма Уборевича — на честь радянського воєначальника Ієроніма Уборевича. До кінця 1980-х рр. була крайньою вулицею на північному сході міста, за якою розташовувались сільськогосподарські землі. На рубежі 1980—1990-х років практично позбулась цього статусу у зв'язку із забудовою житлового масиву Північна Салтівка. Вздовж яру було збудовано ряд автогаражних кооперативів («Дружба» та ін.)
З кінця 1970-х рр. до літа 2003 р. на розі вулиць Уборевича та Гвардійців-Широнінців розміщувалось тролейбусне коло та диспетчерська «Командарма Уборевича» 31 та 32 тролейбусних маршрутів, які були подовжені до вулиці Наталії Ужвій. 6 липня 2013 року коло було демонтовано.
У «Реєстрі назв урбанонімів в м. Харкові», прийнятому 25 грудня 2002 року, вулиця мала найменування «вулиця Уборевіча».
У листопаді 2014 року була завершена реконструкція джерела у Кітлярчиному яру, що тривала з червня 2013 року, понад яким проходить вулиця, під час якої було реконструйоване джерело, а навколо нього створено парк з алеями вздовж вулиць Уборевіча та Родникової (зараз вулиця Яни Червоної).
20 листопада 2015 року сесія Харківської міської ради ухвалила рішення «Про перейменування об'єктів топоніміки міста Харкова», яким вулицю Уборевіча перейменовано на вулицю Бучми.

## Важливі об'єкти
- поштове відділення № 144 (буд. № 26) — вулиця Гвардійців-Широнінців буд. 83/26
- магазин АТБ-138 (буд. № 26) — вулиця Гвардійців-Широнінців буд. 83/26
- торговий майданчик «Океан-І» (буд. № 26) — вулиця Гвардійців-Широнінців буд. 83/26.
- 4 школи (Загальноосвітня школа № 111 (буд. № 18-Д), Гімназія № 144 (буд. № 30-Е), Загальноосвітня школа № 122 (буд. № 34-Г), Ліцей № 141 (буд. № 44-Е)
- 3 дитячих садка
- автосервіс (буд. № 4)

## Транспорт

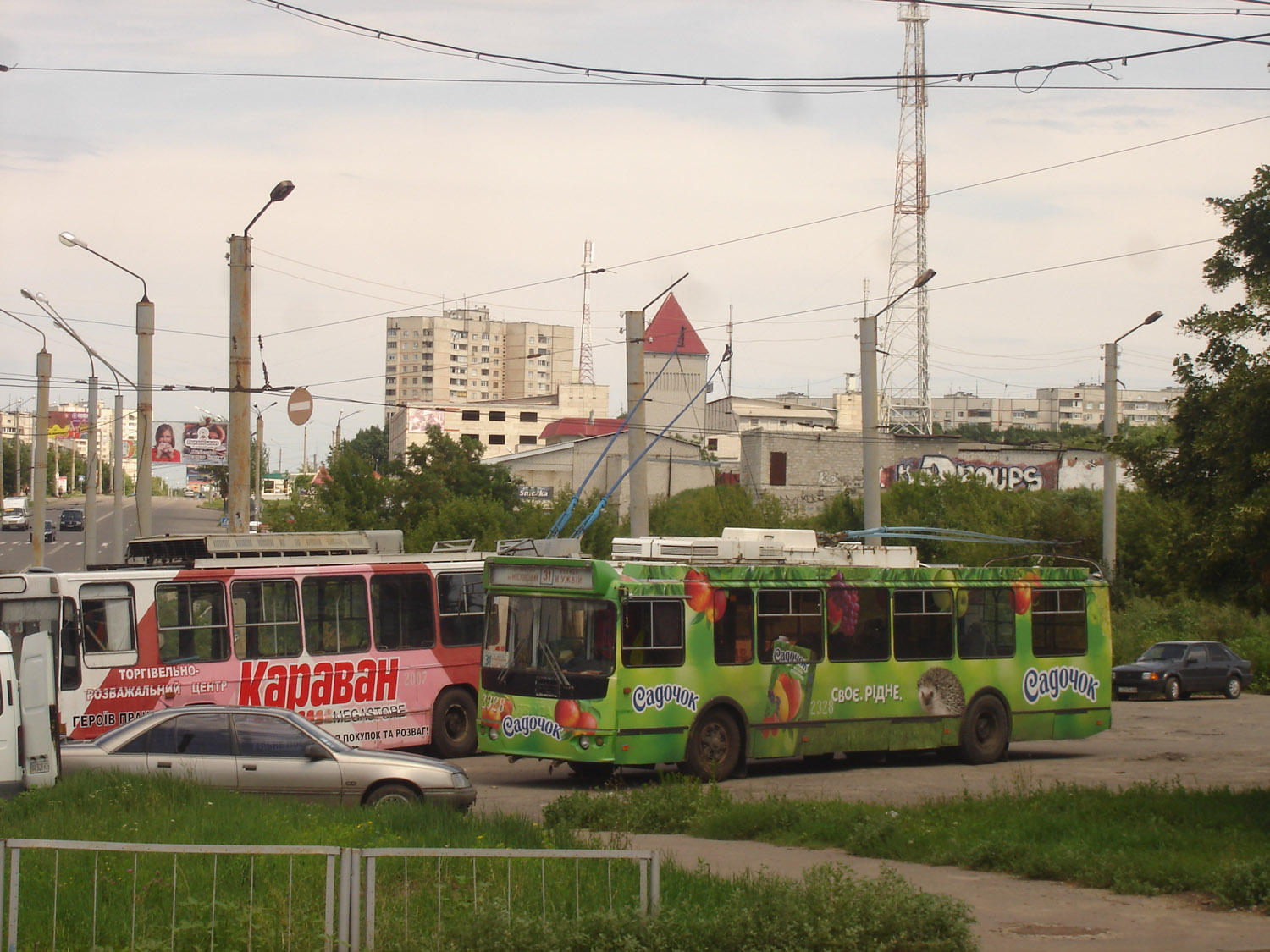
вул. Бучми (колишнє тролейбусне коло)

По вулиці проходить маршрутне таксі 275 (ст. м. Салтівська — вул. Бучми (до 2011 р. — трамвайне депо «Салтівське». Існують такі зупинки:
- 524-й мікрорайон (в побуті — Дамба)
- Кітлярчин яр (Джерело)
- вул. Гвардійців-Широнінців (Океан)
- 531-й мікрорайон (Магазин)
- вул. Бучми

Крім того, по вулицям, що перетинають вулицю Бучми, є:
- по вулиці Гвардійців-Широнінців тролейбусне сполучення — зупинка «вулиця Бучми» (маршрути 31, 35, 42).
- по проспекту Тракторобудівників трамвайне сполучення — (маршрути 8, 16, 16-А, 23, 27). Поблизу знаходиться трамвайне коло та трамвайне депо «Салтівське».

## Цікаві факти
- З північного боку вулиці від проспекту Тракторобудівників до вулиці Академіка Павлова знаходиться глибокий Кітлярчин яр, який розмежовує 2 житлові масиви Салтівку та Північну Салтівку.
- У балці знаходяться 2 джерела та пожежне водоймище
- Є крайньою вулицею міста між проспектом Тракторобудівників та Світлою вулицею